# Llyn Trawsfynydd
Llyn Trawsfynydd – zbiornik retencyjny w północno-zachodniej Walii (Wielka Brytania), w hrabstwie Gwynedd, położony w obrębie parku narodowego Snowdonia. Jest to największe pod względem powierzchni jezioro Walii (4,93 km²). Na południowo-wschodnim brzegu położona jest wieś Trawsfynydd.
Jezioro powstało w następstwie budowy w 1922 roku zapory wodnej na rzece Afon Prysor, na potrzeby elektrowni wodnej, której eksploatację rozpoczęto w 1928 roku. W latach 60. XX wieku nad brzegiem zbiornika zbudowana została elektrownia jądrowa Trawsfynydd, która działała do 1991 roku. Wody jeziora wykorzystywane były do chłodzenia reaktorów jądrowych. 
Lustro jeziora położone jest na wysokości 198 m n.p.m. Średnia głębokość wynosi 5,3 m, a maksymalna – 36,0 m. Objętość zbiornika wynosi 26,1 mln m³, długość linii brzegowej – 18 km.